# Avaleur de sabre

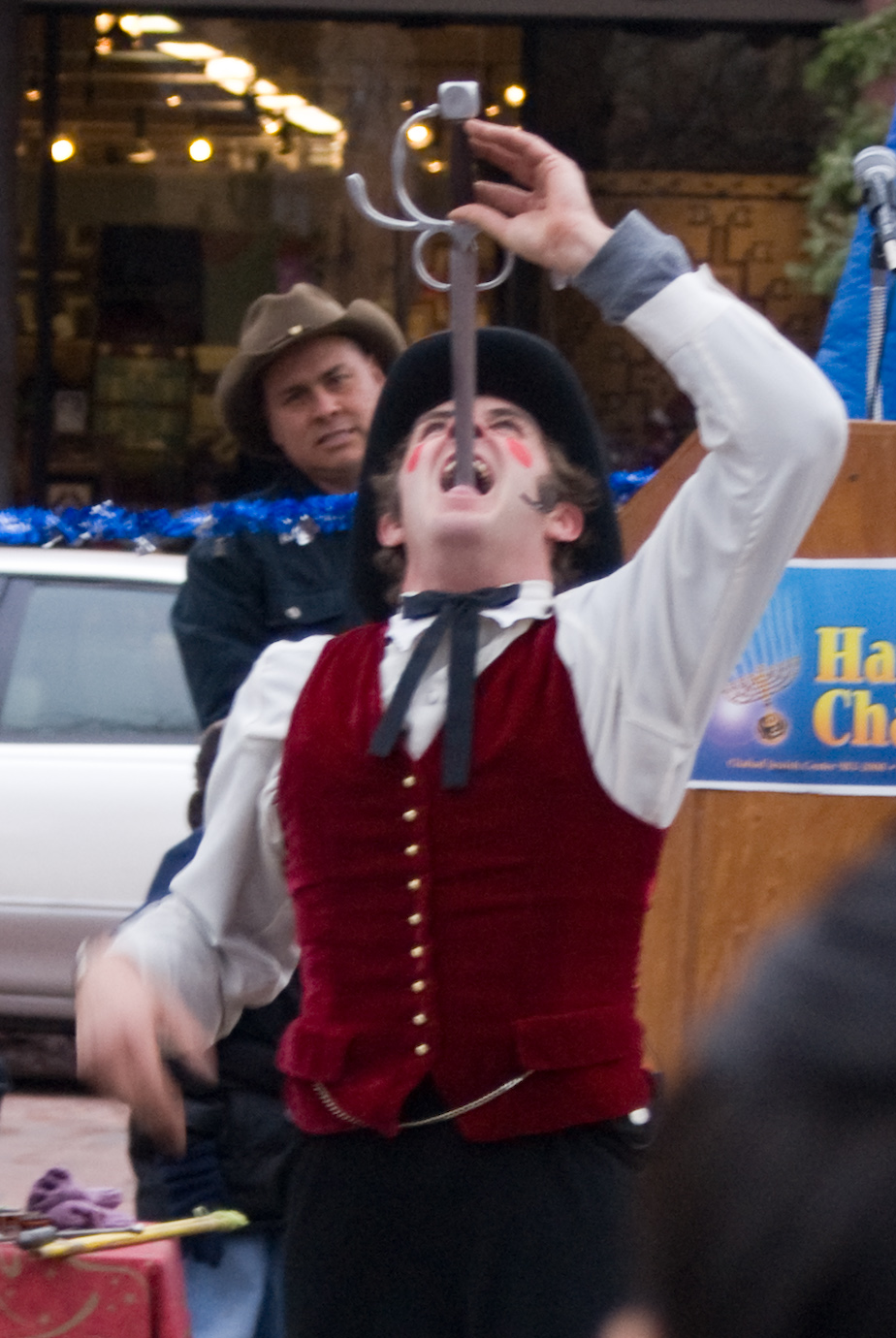
Un avaleur de sabre au Nouveau-Mexique (États-Unis).

Un avaleur de sabre est un artiste de spectacle de tradition ancienne, dont le numéro consiste à introduire une lame (épée, sabre, couteau) dans la bouche et l'œsophage, et de la faire descendre jusqu'à l'estomac. L'artiste n'avale pas la lame à proprement parler : le processus de déglutition est contrôlé pour permettre à la lame d'atteindre l'estomac.
Les avaleurs de sabre sont apparus vers le IIe millénaire av. J.-C. en Inde et dans le royaume hittite (actuelle Turquie). Cette pratique est extrêmement dangereuse et peut causer des blessures fatales : au moins trente pratiquants sont décédés dans l'exercice de leur art ces cinquante dernières années.

## Histoire
La pratique a une histoire ancienne. À ses débuts, elle était employée comme une marque de puissance et d'union avec le divin.
Le fait d'avaler des lames se développe en Grèce et à Rome au Ier siècle, puis en Chine vers le VIIIe siècle. Au Japon, la pratique s'incorpore au théâtre acrobatique (sarugaku), proche du cirque moderne, qui comprenait également des numéros de cracheurs de feu, de jonglage et des danses. En Europe, il s'agissait d'un type de performance artistique associée à la jonglerie.

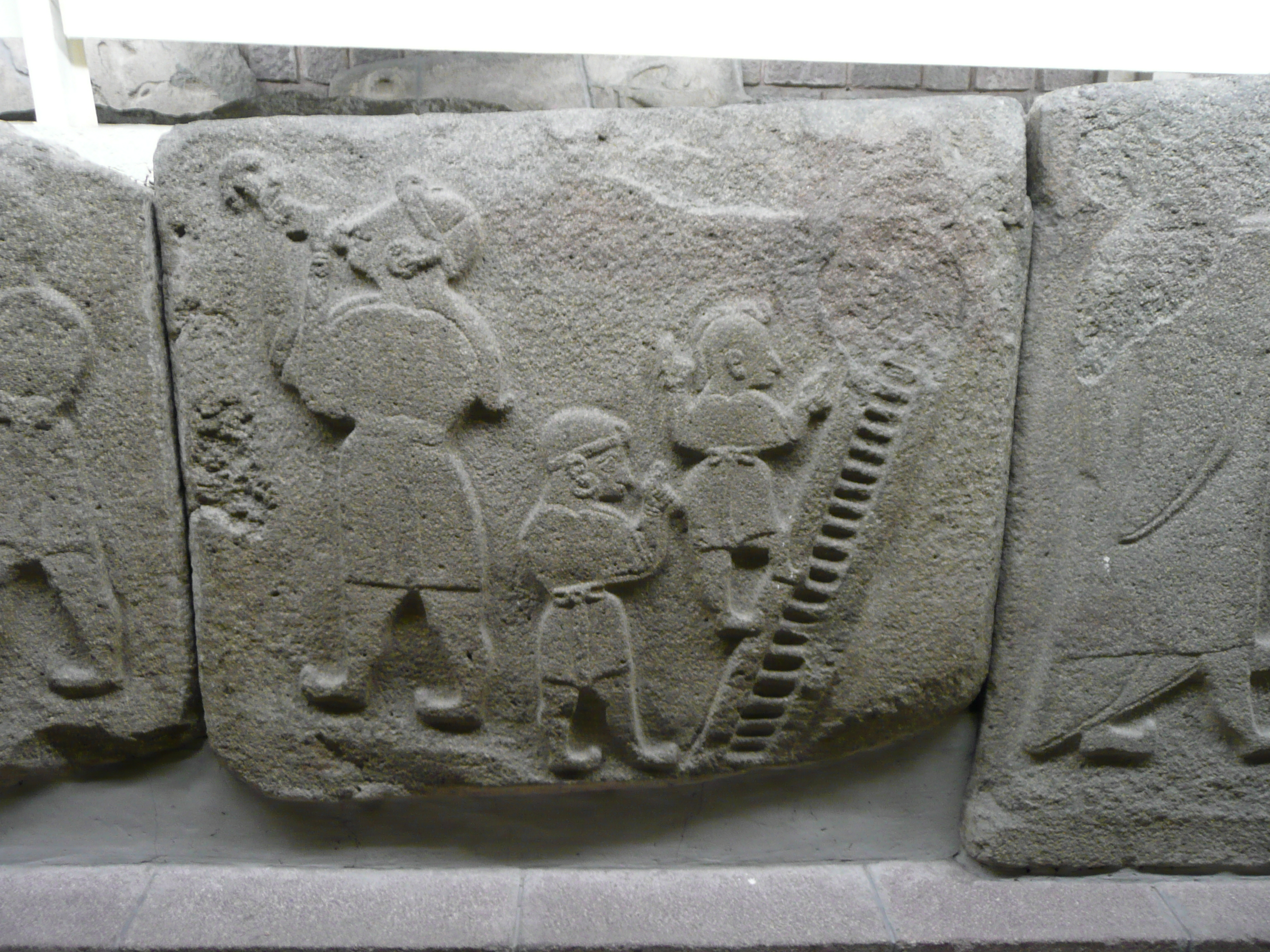
Bas-relief d'Alacahöyük représentant un avaleur de sabre et des acrobates sur une échelle (Royaume hittite, IIe millénaire av. J.-C.).

Au Moyen-Âge, les avaleurs de lames réalisent leurs numéros dans des spectacles de rue, ainsi que dans des foires. Leur nombre diminue fortement au cours du XIXe siècle, et la pratique est même interdite en Scandinavie en 1893, en raison de sa dangerosité. Ceci est notamment lié au déclin du théâtre de rue, au profit du théâtre « classique » joué dans des salles, qui gagne alors en notoriété.
D'après un article d'un magazine anglais datant du début du XIXe siècle, la pratique des avaleurs de sabre indiens était considérée comme un mythe. En 1813, une troupe d'artistes de cirque indiens se produisant à Londres incluait un numéro d'avalement de sabre. Elle était dirigée par Ramo Sammee, un jongleur qui réalisa des numéros jusqu'à sa mort en août 1850, ainsi que des tournées en Europe et en Amérique du Nord. De 1850 à 1890, peu d'avaleurs de sabres sont répertoriés en Angleterre et aux États-Unis : Martha Mitchell (vers 1855), Benedetti (de 1863 à 1895), ainsi que Lawson Peck, Ling Look, Wandana et Harry Parsons. L'avaleur de sabre américain le plus réputé était alors Fred McLone, connu sous son nom de scène « Chevalier Cliquot » ; il est actif de 1878 au début du XXe siècle.
En 1893, la pratique est présentée lors de l'Exposition universelle de 1893 à Chicago. Au début des années 1900, des cirques itinérants proposent fréquemment ce type de numéros. Les artistes expérimentent peu à peu des avalements plus complexes : lames multiples, longues épées, épées chauffées à blanc, baïonnettes ou lampes néons. Des avaleurs de sabres sont parfois invités en première partie des spectacles du magicien Houdini. Aujourd'hui, certains artistes se produisent dans le cadre d'un spectacle de rue.

## Technique

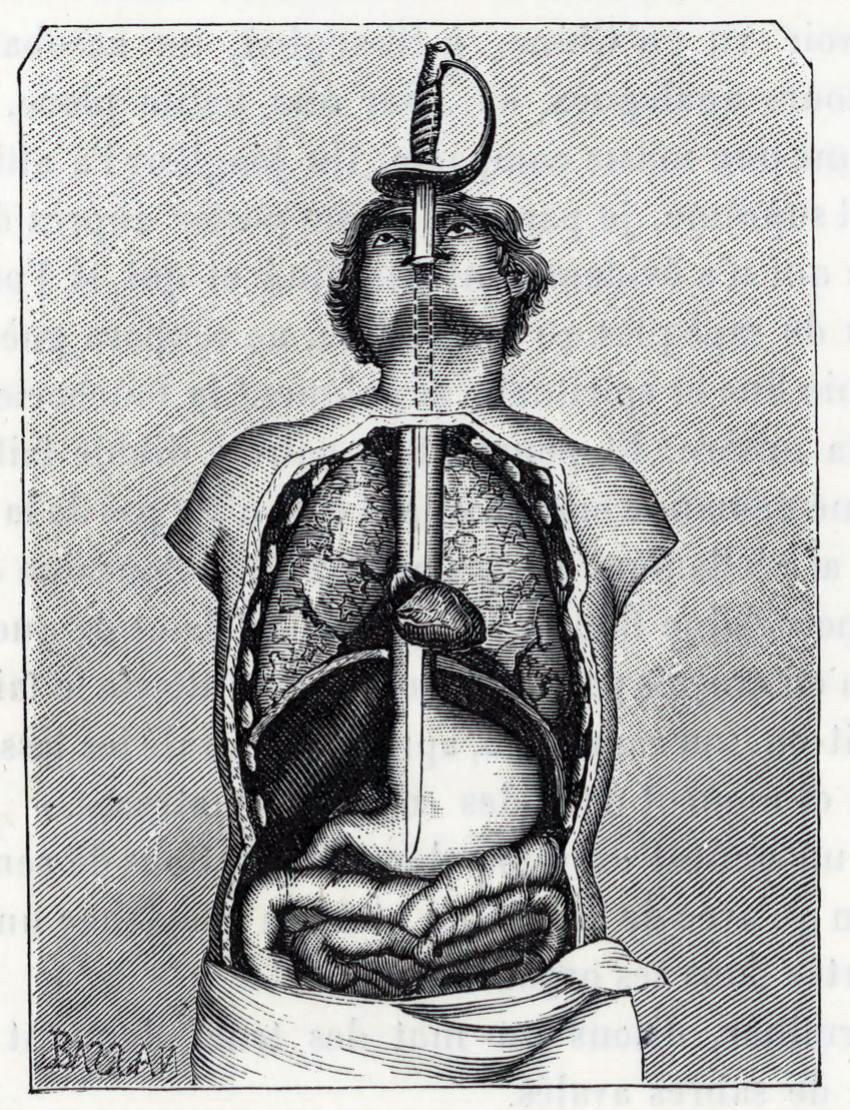
Position occupée par la lame dans le corps de l'avaleur de sabre.

L'avaleur de sabre doit pencher sa tête en arrière, en étendant la nuque, puis relâcher le sphincter supérieur de l'œsophage (un muscle aux contractions généralement involontaires). Les haut-le-cœur doivent être contrôlés lors de l'insertion de la lame à travers la bouche et le pharynx, lubrifiée par la salive.
Une fois passés le pharynx et le sphincter supérieur, la lame passe rapidement (en raison de la gravité) en redressant l'œsophage. L'estomac, formant un angle avec l'œsophage, est mis en position droite lorsque l'épée passe par l'ouverture cardiale. Certains artistes prennent un repas copieux avant leur performance, afin de donner à leur estomac une orientation plus verticale et faciliter ainsi la descente de l'épée. La démarche requiert une précaution extrême, la lame passant à quelques millimètres d'organes vitaux comme l'artère aorte, le cœur et les poumons.

## Risques de blessure
La plupart des blessures graves surviennent lorsque le pratiquant a déjà subi plusieurs blessures légères ou lorsqu'il tente d'avaler d'autres lames que des lames droites. La blessure la plus courante est le mal de gorge, qui apparait très fréquemment lors des premiers essais ou lorsqu'un artiste tente d'avaler plusieurs épées à la fois. L'avalement de plusieurs épées peut également conduire à une distension de l'œsophage. Des blessures très graves peuvent également survenir, comme une perforation de l'œsophage, de l'estomac, du cœur, des poumons ou une hémorragie intestinale. Depuis 1880, trente-neuf pratiquants seraient décédés dans l'exercice de leur art.
Ces dernières années, plusieurs cas de blessure grave ont été recensés. En 2009, un avaleur de sabre chinois s'est entaillé l'œsophage en tentant d'avaler un sabre courbe. Un avaleur de sabre expérimenté, après avoir ressenti une vive douleur et une sévère dysphagie, a dû subir une ablation de l'œsophage. Une femme de 27 ans, blessée à la gorge par la lame qu'elle tentait d'avaler, a vomi du sang et dut être placée en réanimation.

## Avancées scientifiques

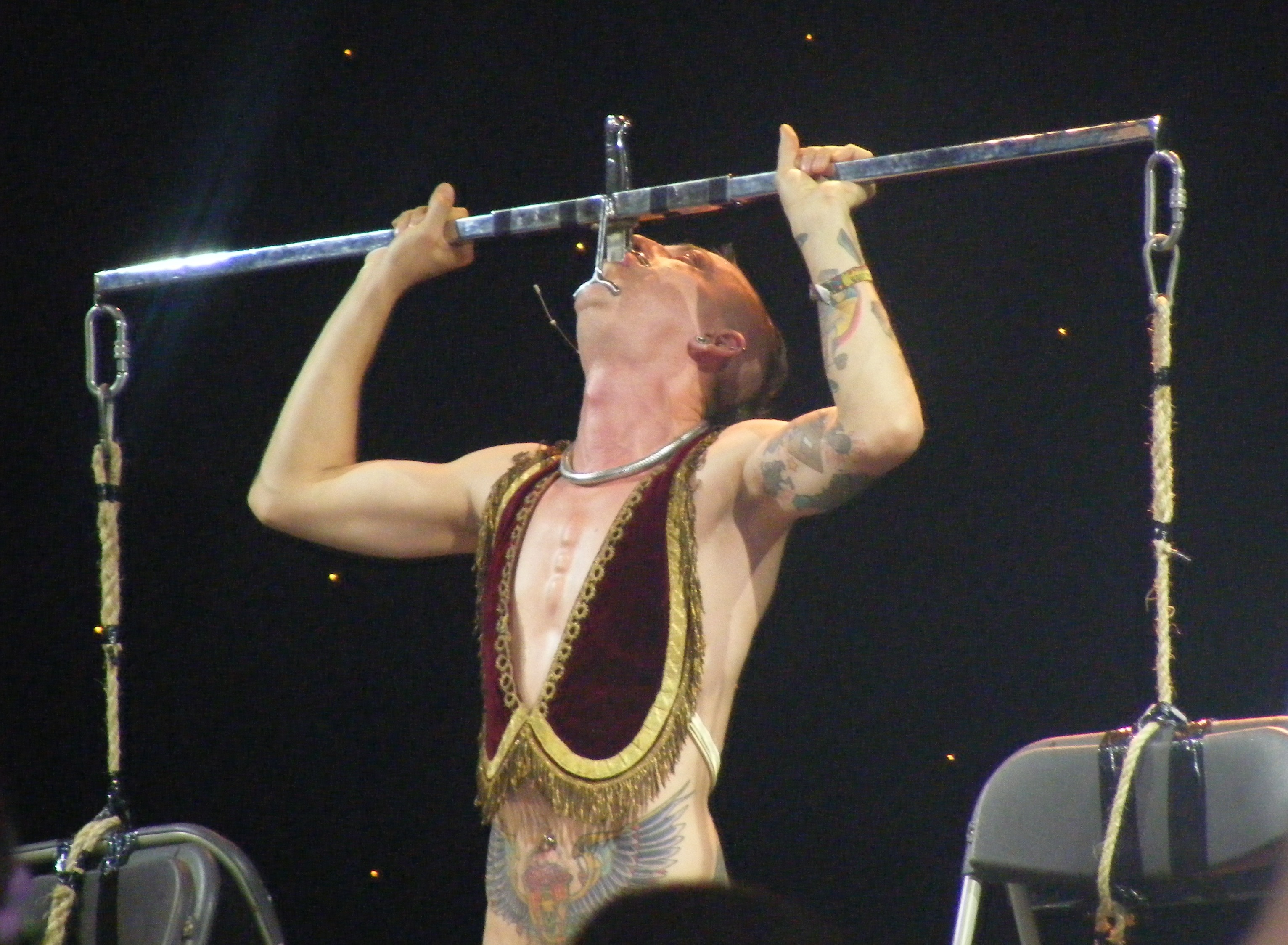
Un avaleur de sabres avalant une lame à laquelle sont suspendus des poids.

La pratique des avaleurs de sabre a permis plusieurs avancées scientifiques, notamment en matière d'endoscopie.
C'est grâce à un avaleur de sabres qu'en 1777 le médecin écossais Stevens peut faire les premières études du suc gastrique humain. À l'aide de petits tubes de métal percés de trous et remplis de viande, que le docteur fait ingérer puis régurgiter à son cobaye, il peut étudier le processus de digestion.
En 1868, le docteur allemand Adolf Kussmaul crée la gastroscopie en s'inspirant des exploits d'un avaleur de sabres. Il utilise un tube rigide de 47 centimètres de longueur, des miroirs et une lampe à pétrole. L'appareil lui permit d'examiner l'œsophage et le fundus (partie haute de l'estomac) de son patient.
En 1906, le docteur Cremer réalise un électrocardiogramme en passant une électrode à l'intérieur de l'œsophage d'un avaleur de sabres. Cette technique a depuis été jugée très efficace par de nombreuses études, qui montrent que l'enregistrement à une telle proximité du cœur permet d'améliorer la qualité du signal.
De 2003 à 2006, une étude sur les difficultés à déglutir a été conduite par deux chercheurs britanniques, Brian Witcombe et Dan Meyer, et publiée dans le British Medical Journal.

## Records
En 2009, le Livre Guinness des records homologue le record actuel d'avalement de sabre de l'artiste Natasha Veruschka, avec une lame de 58 cm de longueur. Dai Andrewswith valide la même année un record avec une lame courbe (120 degrés). Franz Huber détient quant à lui le record du plus grand nombre d'épées avalées avec rotation, avec un total de quinze épées ingurgitées et retournées à 180 degrés. Une même épée, surnommée « l'épée des épées », a été avalée par plus de quarante artistes différents.
En 1894, le Québécois M. Cliquot, serait parvenu à en ingurgiter à la fois quatorze épées de 22 pouces de long et de 4 pouces de large. Le docteur Hope, présent ce jour-là, lui causa d'importantes blessures en retirant toutes les épées à la fois.

## Avaleurs de sabre célèbres
- Jacques de Falaise (1754 - 1825)
- Maurice Féaudierre (1901 - 1992)
- Daniel P. Mannix (1911 - 1997)
- Hans Rosling (1948 - 2017)
- The Enigma (inconnu -  )
- Alexandr Magala (1989 -)